# Barrage du Truel
Le barrage du Truel est un barrage français du Massif central, situé sur le Tarn dans le département de l'Aveyron, en région Occitanie. Il fait partie avec son usine associée de l'aménagement hydroélectrique du Pouget.

## Localisation
Le barrage du Truel se situe sur le Tarn, à l'aval du barrage de Pinet et en amont de celui de la Jourdanie, dans les Raspes du Tarn, entre les communes de Saint-Victor-et-Melvieu (en rive gauche) et Le Truel (en rive droite), dans le sud du département de l'Aveyron.

## Histoire
Ce barrage a été mis en service en 1958 pour produire de l'énergie hydroélectrique.
Son exploitation, assurée par EDF, dépend d'une concession globale étendue aux barrages du Lévézou (Bage, Pareloup,  Pont-de-Salars et Villefranche-de-Panat) qui arrive à expiration en 2027.

## Caractéristiques

Carte du complexe hydroélectrique du Lévézou, avec le Pouget et le Truel en bas. Dans la réalité, le barrage et la centrale sont contigus.

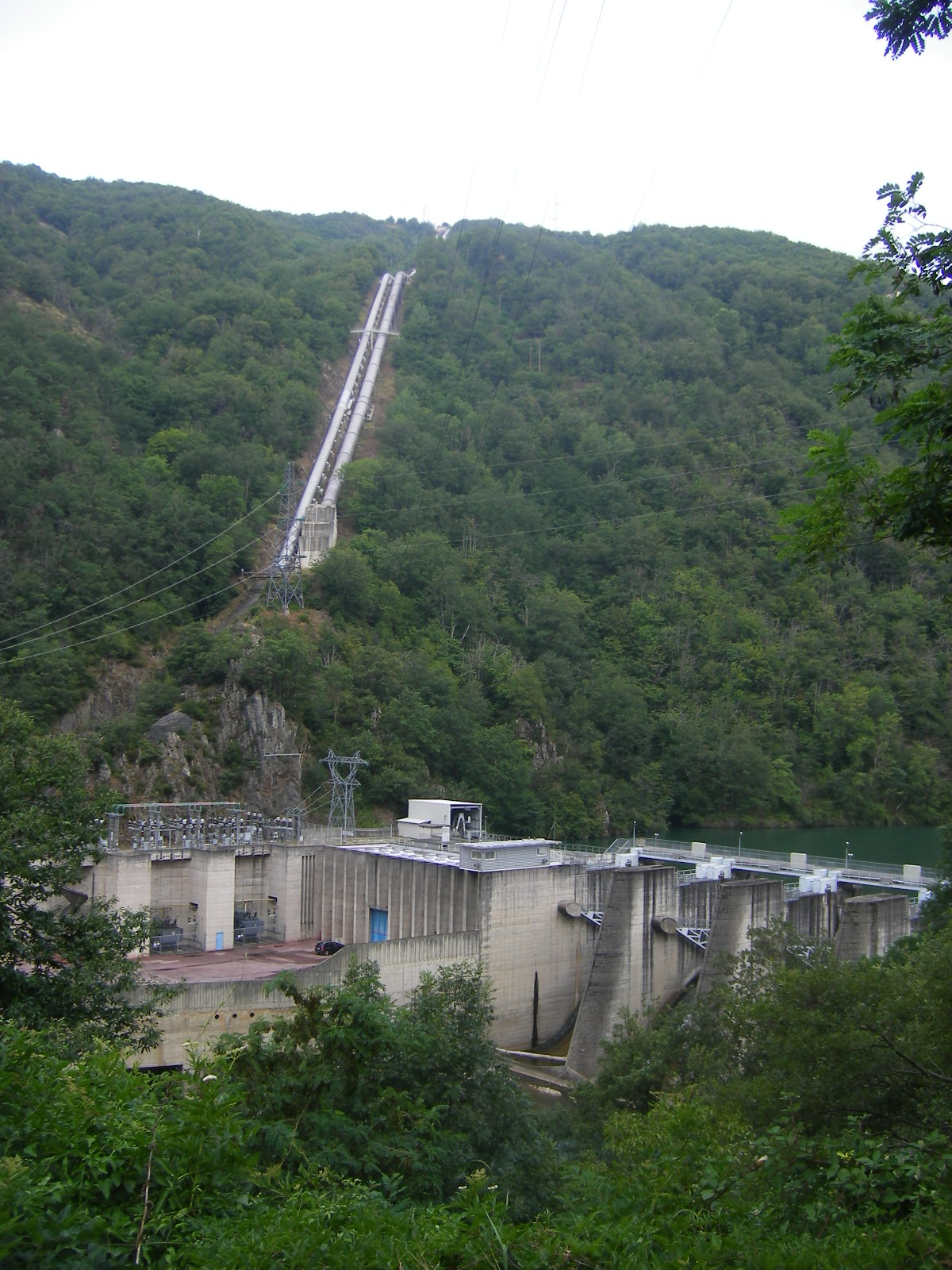
Les conduites forcées au-dessus de la centrale du Pouget et du barrage du Truel.

Le barrage du Truel est un barrage mobile établi sur le cours du Tarn à 256 mètres d'altitude. D'une hauteur de 20,17 m, sa longueur en crête est de 90 m.
Le barrage du Truel et les centrales du Truel et du Pouget font partie de l'« aménagement hydroélectrique du Pouget » qui comporte neuf barrages et six centrales électriques et qui produit annuellement 540 000 MWh, correspondant à la consommation de 220 000 habitants.
La centrale du Truel attenante au barrage est équipée de deux turbines Kaplan, pour une puissance de 11,5MW  et un volume d'eau de 80m3/s chacune.
Immédiatement en aval, la centrale du Pouget récupère l'ensemble de l'eau collectée au niveau des lacs de barrages du Lévézou : Pont-de-Salars, Bage, Pareloup et Villefranche-de-Panat. Cette eau transite via le petit lac de Saint-Amans qui sert de chambre d'équilibre, au-dessus de la centrale du Pouget, alimentée par deux conduites forcées d'un dénivelé de 461 mètres. Elle produit annuellement 297 GWh. De plus, à la centrale du Pouget, la turbine hydraulique Francis la plus puissante de France permet de remonter l'eau de la retenue du barrage du Truel jusqu'aux lacs de Saint-Amans et de Villefranche-de-Panat par pompage-turbinage en période creuse, pour être ensuite déversée vers le Pouget lorsque la demande en électricité est importante.
La puissance installée totale du site est de 440 MW.

## Retenue
À une altitude de 284 mètres, sa retenue est longue de quatre kilomètres et s'étend sur 35 hectares. Située dans des gorges resserrées appelées les Raspes, sa largeur n'excède pas 130 mètres.
La retenue draine un bassin versant de 2 700 km2 et baigne les deux communes entre lesquelles est érigé le barrage, Le Truel et Saint-Victor-et-Melvieu, ainsi que deux autres en amont : Ayssènes et Viala-du-Tarn. En dehors du Tarn, elle est alimentée naturellement par une douzaine de ruisseaux, parmi lesquels ceux de Coudols et de Vernobre.
Le volume total de la retenue est de 3,6 millions de mètres cubes.

## Photothèque

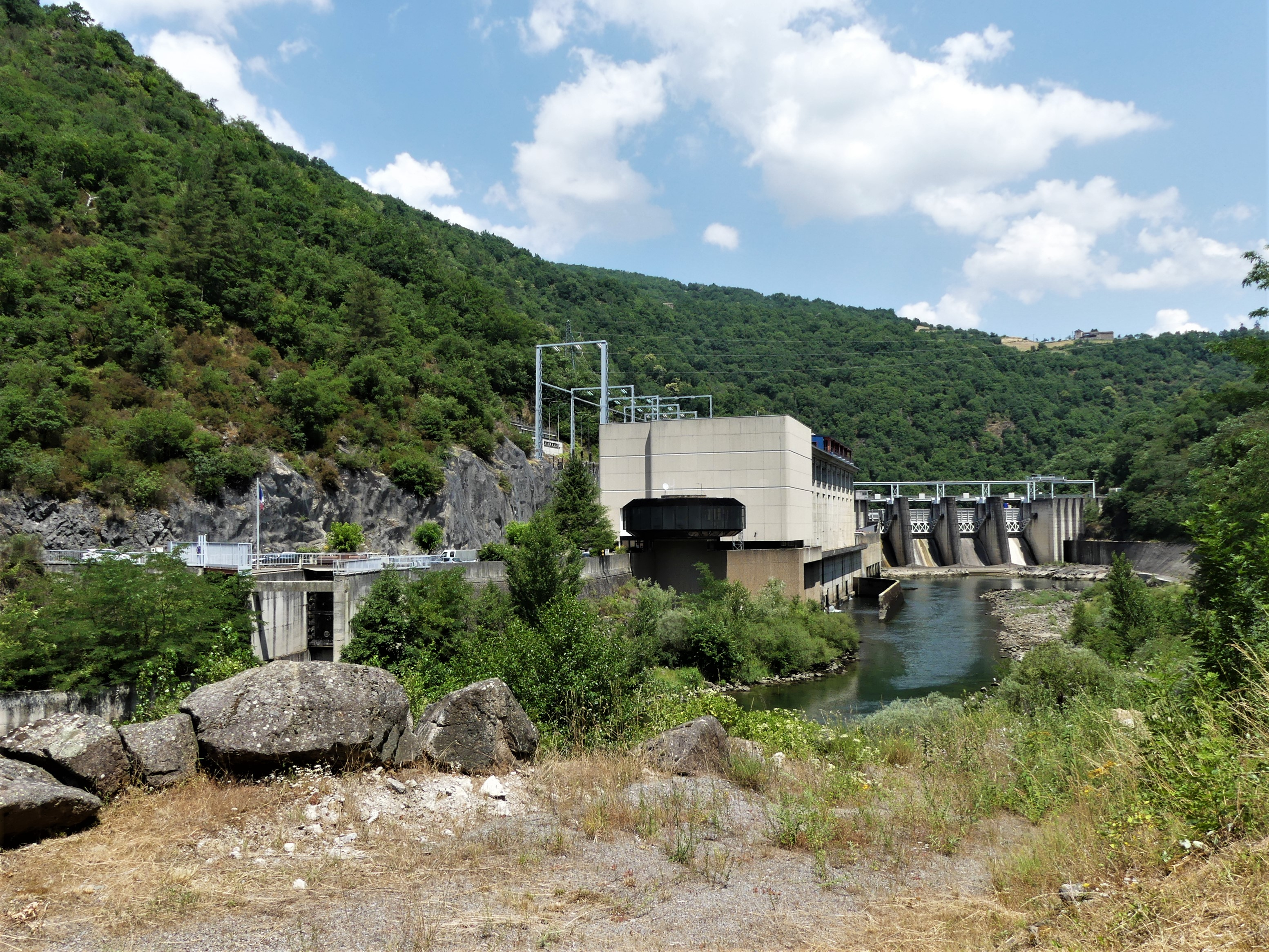
La centrale du Pouget et le barrage du Truel.
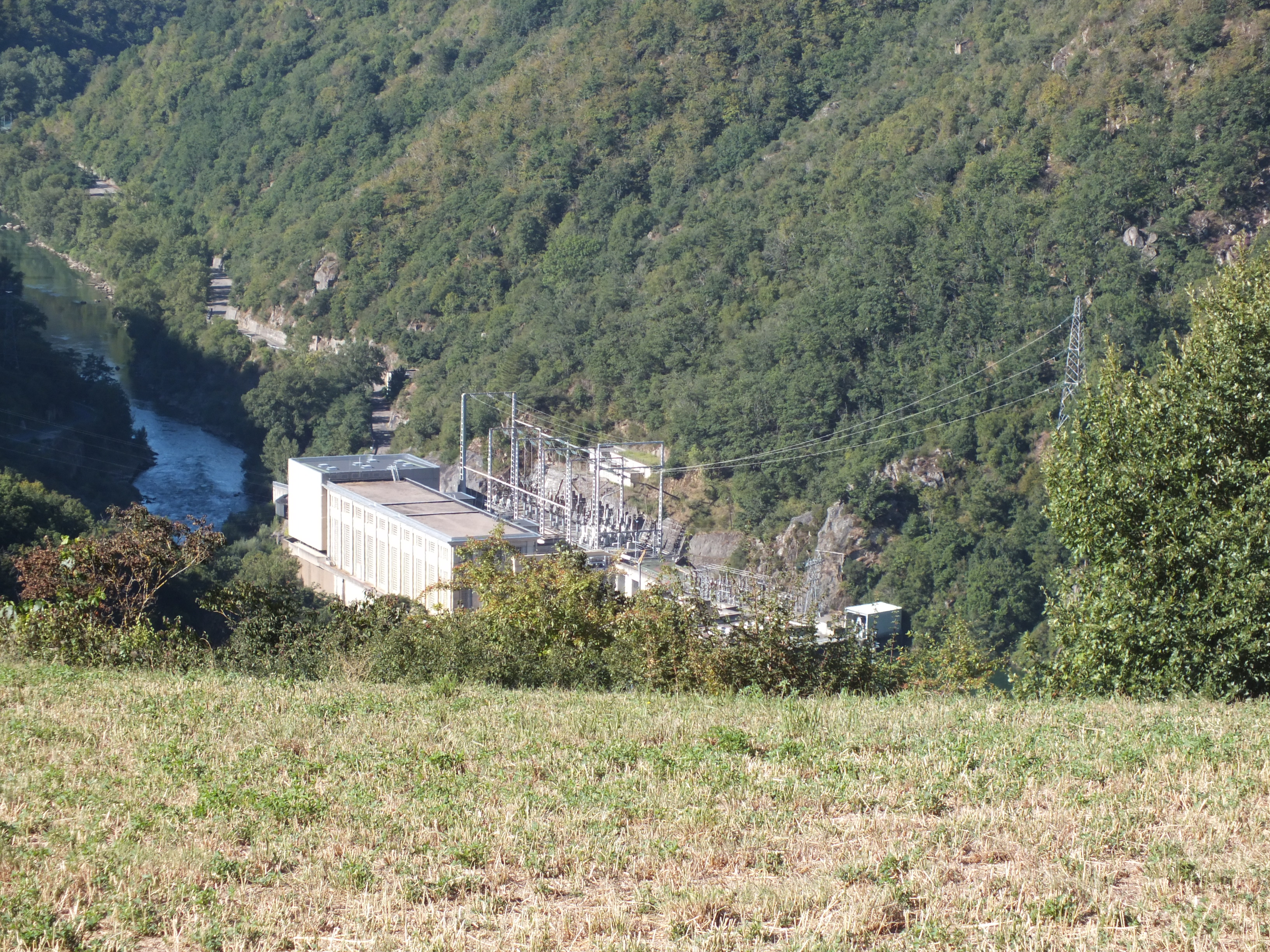
La centrale du Pouget vue du dessus.
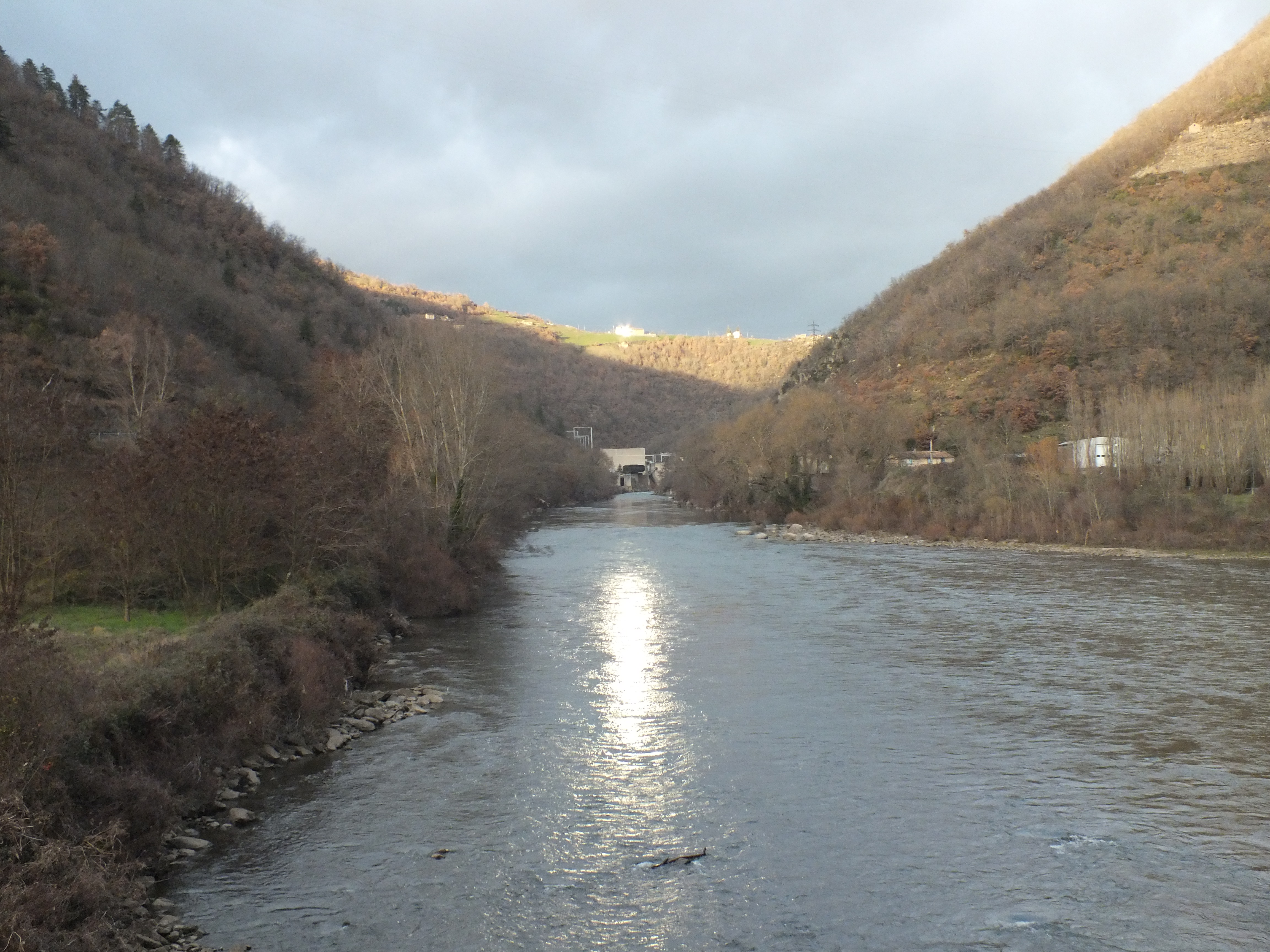
Au fond, la centrale du Pouget et le barrage du Truel.
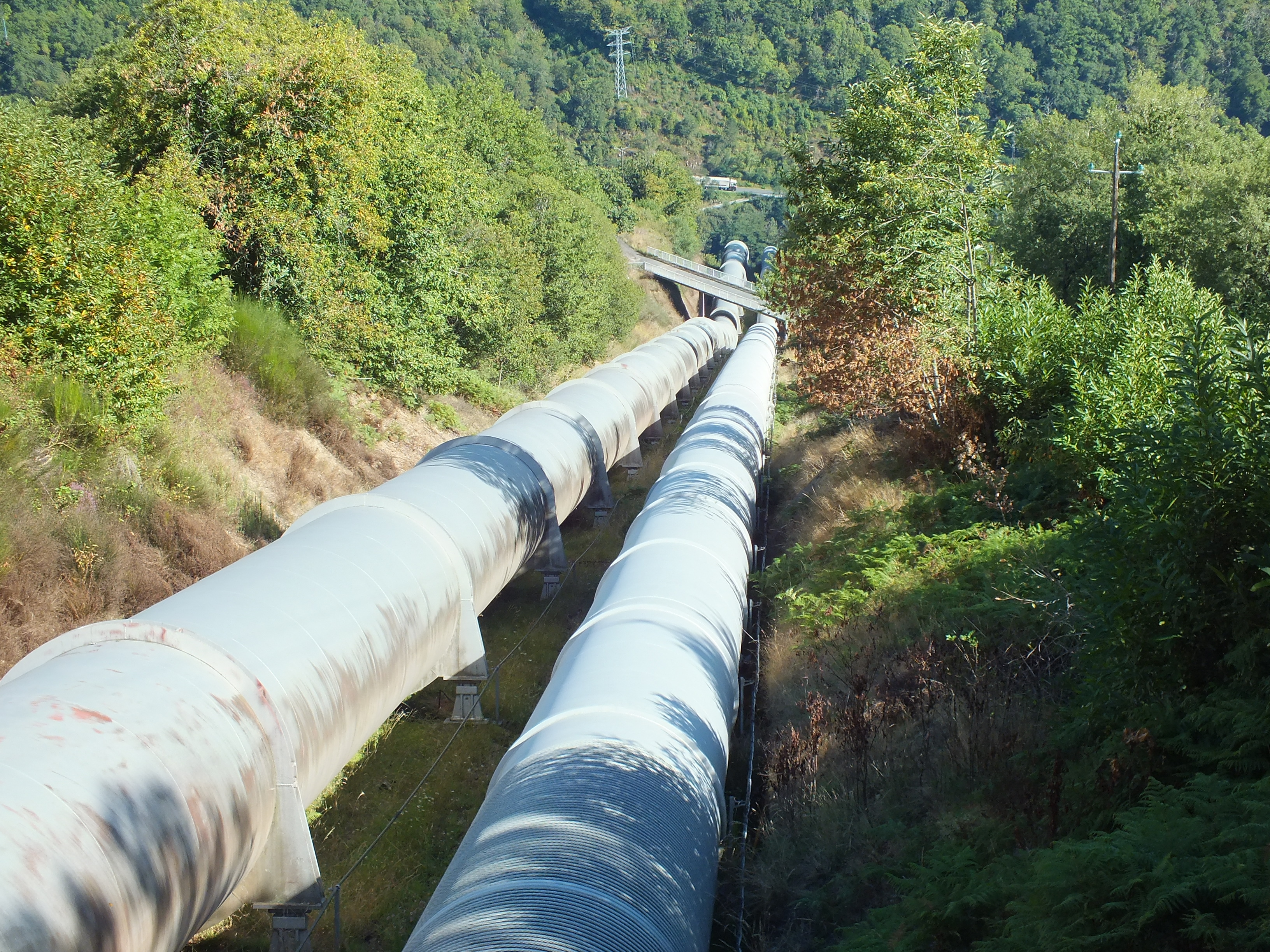
Les deux conduites forcées plongeant vers le Pouget.